# 이항복
이항복(李恒福, 1556년 11월 16일~1618년 7월 4일(음력 5월 13일))은 조선 승정원(대통령비서실) 동부승지(국토교통부) 겸 당상관(국장급 공무원) 등을 거쳐 조선 의정부 영의정(국무총리) 직책을 지낸 조선 중기의 문신·정치가·시인·작가이다. 주로 잘 알려져있는 오성과 한음 대감 중 '오성'이다.

## 주요 전력
본관은 경주, 자는 자상(子常), 호는 백사(白沙)·필운(弼雲)·청화진인(靑華眞人)·동강(東岡)·소운(素雲), 시호는 문충(文忠)이다. 우참찬(右參贊)을 지낸 이몽량(李夢亮)의 아들이며, 도원수 권율의 사위이다. 경주 이씨(慶州 李氏) 백사공파(百沙公派)의 파조(派祖)이다.
임진왜란 당시 조선 선조를 수행하여 의주까지 몽양을 다녀왔으며, 호성공신 1등으로 오성부원군(鰲城府院君)에 봉해졌다. 참판, 우의정, 좌의정을 거쳐 1600년 영의정에 이르렀다. 광해군의 인목대비 폐모 및 영창대군, 임해군 처단을 반대하다가 유배되어 유배지에서 중풍으로 병사하였다. 공신 책록 경력으로는 1604년 선무원종공신 1등(宣武原從功臣一等), 1608년 정운원종공신 1등(定運功臣一等)에 녹훈되었다.
죽마고우 이덕형과의 우정 이야기 《오성과 한음》대감으로 잘 알려진 인물이다.

## 생애
형조판서와 우참찬을 지낸 이몽량(李夢亮)의 넷째 아들로 태어났으며, 태어나서 사흘 동안은 울지도 않고 젖을 먹지도 않아 모두들 걱정을 하였는데, 점성술사가 보고 장차 큰 인물이 될 아기라고 예언을 했다고 한다. 어린 시절부터 영특하고 자라면서는 해학에도 뛰어나 만인의 귀염을 받았음은 세상에 널리 알려졌다.
9세 때 아버지를 일찍 여의고 어머니의 보살핌을 받으며 자랐으나 16세에는 어머니마저 여의었다. 어린 시절에는 놀기를 좋아하여 동네 불량배의 우두머리로 세월을 헛되게 보냈었으나 어머니의 교훈으로 학업에 정진하게 되었다고 한다. 상을 치른 뒤 학궁(學宮)에 들어가 학문이 더욱 이루어졌다. 영의정을 지낸 권철은 이항복의 이웃에 살고 있었다. 이항복의 인물됨됨이를 알아본 권철은 아들 권율에게 이항복을 사위를 삼도록 권하여 이항복은 19세에 권율의 딸과 혼인하였다.
1580년(선조 13년) 문과에 급제하여 1581년 검열(檢閱)이 되었다. 이 해에 이덕형도 20세에 문과에 을과 1인으로 급제하여 함께 벼슬을 시작한다. 그로부터 2년 후인 1582년(선조 15년)에는 장인어른인 권율도 46세에 문과에 병과 1인으로 급제하여 뒤늦게 벼슬을 시작한다.

### 관직 생활
과거 급제 이듬해에는 한림학사가 되고, 1583년에는 율곡 이이의 추천으로 친구인 이덕형과 함께 호당에 들어가 사가독서를 했다. 또 홍문관인 옥당의 벼슬아치로 천거받았다. 호조참의가 되어 전곡(錢穀)의 출납에 밝았으므로 판서 윤두수에게 칭찬을 받았으며, 이후 1589년 예조정랑으로서 정여립의 모반 사건을 처리한 공으로 평난공신(平難功臣) 3등이 되고 오성군(鰲城君)에 봉해졌다. 어지러운 붕당 정치에 깊이 개입하지 않으려고 슬기와 인내로써 항상 조심하였으며, 본디 재치와 익살이 뛰어난 인물인지라, 그의 우스갯소리에는 모두들 웃으며 좋아했다고 한다. 그러나 당시 건저 사건이 일어나 정철이 수괴(首魁)로 몰리게 되었는데 친구들이 찾아가는 자가 없었으나 이항복이 꺼림 없이 방문했으며, 승지(承旨) 때 정철의 죄안을 처리하는 데 태만하였다고 탄핵을 받아 파면되었다.
35세인 1590년 당상관으로 승진하여 동부승지에 올라 임금을 가까이서 모시게 되었다.

### 임진왜란
1592년 임진왜란이 발발하자 도승지로서 선조를 모시고 개성으로 피난을 갔고, 의주로 피난가는 도중에 이조참판에 올랐다. 다시 두 왕자들을 모시고 먼저 평양으로 가서 형조판서에 특진하고 병조판서로 옮겨 왜군 격퇴의 지휘권을 얻게 되었다.
이때 조선 정부에서는 선조를 함흥으로 모시려고 했으나, 명나라와 연락을 취하기 위해서는 영변으로 가야 한다고 주장하여, 영변과 정주를 거쳐 의주에 이르렀다. 의주에서 명나라에서 들어온 황응양(黃應暘)에게 조선과 일본이 협력하여 중국을 치려 한다는 유언에 대한 의심을 풀게 하고 구원의 대병이 이르게 하였다. 그동안 형조판서를 거쳐 전란 중, 이덕형(李德馨)과 교대로 병조판서를 맡으며 명나라에게 원군을 요청하는 동시에 왕실 근위대 정비에 전력을 다하고 올바른 정치로 선조를 보필하였다. 그리고 이조판서, 우참찬 등도 했다.
그 공으로 우의정이 되었으며, 왜란이 끝난후 호성공신(扈聖功臣)1등으로 오성부원군(鰲城府院君)에 봉해졌다. 우의정, 좌의정을 거쳐 1600년 영의정에 올랐다. 정인홍 등이 성혼을 무고하자 성혼의 무죄를 변호하다가 정철의 당이라는 혐의를 받고 자진하여 영의정 벼슬을 내놓았는데 예우(禮遇)는 그대로 받아 큰일에는 왕이 자문을 받았다.
임진왜란 중에는 명나라 사신 정응태(丁應泰)의 무고 사건으로 위기에 빠지기도 하였다. 정응태는 명나라 구원병 책임자로 조선에 와 있던 양호(楊鎬) 장군과 갈등하던 중 “조선이 일본과 짜고 명나라를 침공할 것이다.”라고 명나라 조정에 허위로 보고를 했다. 만약 명나라가 지원군을 회군한다면 전력에 손실이 나타나 절체절명의 순간이었으나 이항복은 당시 공조참판인 월사 이정구를 부사로, 해월(海月) 황여일(黃汝一)을 서장관으로 대동하고 명나라 연경으로 건너가 명나라로 하여금 정응태를 파면케 하여 사건을 무마하였다.
1604년(선조 34) 임진왜란 관련 신하들을 포상할 때 그는 선무원종공신 1등(宣武原從功臣一等)에 녹훈되었다. 1605년 청난원종공신 1등에 책록되었다.

### 광해군 정권의 혼란과 유배

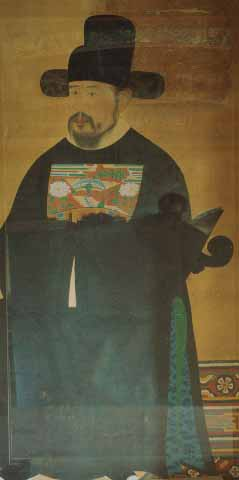
이항복 영정 (18세기 복제본으로 강진 귀곡사 봉안본)

1608년(광해군 즉위) 유영경의 옥사 직후 영중추부사로 재직 중 정운원종공신 1등(定運功臣一等)에 책록되었다. 이후 좌의정에 임명되었으며 물러났다가 다시 우의정을 거쳐서 좌의정이 되었다.
계축옥사 당시 좌의정을 겸하면서 훈련도감 도제조와 체찰사로 근무하고 있었다. 이항복은 임해군의 사사 때 정인홍 등의 탄핵을 받았고, 영창대군의 사사와 인목대비 폐서인 사건이 논의될 때 이들에게 온갖 정성과 지혜를 경주했으며 목숨까지 바쳐가며 적극적으로 구제하고자 하였다. 국모를 폐위하는 논의가 결정되어 인목대비가 폐모되어 서궁에 갇히는 반인륜적인 사건이 발발하자 이항복은 비로소 글을 올려 극력 부당함을 간하였다.
평생토록 당쟁에 가담하지 않았으나, 대북파에 의해서 폐모론이 거론되자 이에 반대하며 서인(西人)에 가담하였다.
1617년 인목대비의 폐위에 적극적으로 반대 의사를 표명하다가 1617년 12월 21일(음력 11월 24일) 관직을 삭탈당하고 북청으로 귀양을 가게 되었다. 그러나 이때 중풍이 재발하여 반신불수의 몸이 되고, 조정은 이항복의 신병 처리에 당황해했다. 1617년 음력 12월 16일(양력 1618년 1월 12일) 이항복의 유배지를 다른 곳으로 옮기라는 위리 안치의 명이 떨어진 이후 계속 유배지를 옮겨다니며 17일 용강, 18일, 흥해, 21일 창성, 24일 경원, 28일 삼수로 다니다가 1618년 1월 31일(음력 1월 6일) 북청으로 유배되어 그 곳에서 죽었다.

### 사후
광해군은 7월 9일(음력 5월 18일) 이덕형 사후의 예에 따라 관작을 회복시켜 주고 예장을 함은 물론 경유지마다 관에서 운구에 협조할 것을 명했다. 사후 정충신이 이항복의 시신을 수행했는데 시신을 거두어 선산이 있는 경기도 포천으로 8월 7일(음력 6월 17일) 출발하여 8월 31일(음력 7월 12일) 도착했다. 묘(경기도 기념물 제24호)는 경기도 포천시 가산면 금현리 산4번지에 있다.
《상신록》(相臣錄)에 실렸으며, 시호는 문충(文忠)이다. 북청과 포천의 선비들이 각각 사당을 세워 모셨으며, 효종 때부터 화산서원(花山書院)과 노덕서원 등지에 제향되었다. 한음 이덕형 가문과의 우의는 지금도 이어지며 정인보 가계와도 친분이 있다고 한다. 후손에 이광좌(李光佐), 이태좌(李台佐), 이종성(李宗城), 이경일(李敬一), 이유원(李裕元)은 정승에 올랐으며 소론의 명문가로서 독립운동가인 이회영, 이시영 형제도 이항복의 후손이다.
생애는 연보 및 계곡 장유가 쓴 행장과 상촌 신흠이 쓴 신도비명에 남겨졌다.

## 평가
천성이 효우돈목(孝友敦睦)하며, 젊어서 기생을 좋아했으나 끊은 후 다시는 성색을 가까이 하지 않았으며 조정에 나가 있는 40년 동안 항상 붕당 정치에서 초연하려고 노력하였다.
권율과는 장인과 사위의 관계를 초월하여 매우 친하게 지냈다. 둘 다 개구쟁이라서 관련 일화가 매우 많다.

## 가족
- 할아버지 : 이예신(李禮臣)
- 아버지 : 의정부 우참찬 이몽량(李夢亮)
  - 어머니 : 전주 최씨
    - 부인 : 안동 권씨 - 권율(권철의 아들)의 딸
      - 장남 : 부사 이성남(李星男)
      - 자부 : 권씨
        - 손자 : 이시현(李時顯)
        - 손녀 : 최욱에게 출가

      - 자부 : 김씨
      - 차남 : 예빈시정 이정남(李井男)
      - 자부 : 윤씨
        - 손자 : 이조참판 이시술(李時術)

      - 장녀 : 윤인옥에게 출가

    - 측실 : 금성 오씨
      - 삼남 : 이규남(李奎男)
      - 자부 : 권씨
        - 손자 : 이시행(李時行)

      - 사남 : 지중추부사 이기남(李箕男)
      - 자부 : 박씨
      - 차녀 : 경주이씨 - 안동인 군수 권칙[5]의 처

## 관련 작품

### 드라마
- 《임진왜란》(MBC, 1985년~1986년, 배우:김용건)
- 《서궁》(KBS 2TV, 1995년~1995년, 배우:박영목)
- 《천둥소리》(KBS 2TV, 2000년~2001년, 배우:백준기)
- 《왕의 여자》(SBS, 2003년~2004년, 배우:한인수)
- 《불멸의 이순신》(KBS 1TV, 2004년~2005년, 배우:박병선)
- 《징비록》(KBS 1TV, 2015년, 배우:최철호)
- 《화정》 (MBC, 2015년, 배우:김승욱)

### 문화재
- 《백사 이항복 집터》 - 서울특별시 민속문화재 제9호
- 《이항복선생묘》 - 경기도 기념물 제24호

## 주요 저서
이항복의 저술은 사후 1629년 강릉에서 문하생들이 주도로 간행됐다가 경남 진주에서 1635년 정충신이 주도로 재간행되었고, 1726년에는 5대손 이종성의 주도로 각각 간행되었다. 현재 문집 15책이 남아 있다.
- 《백사집》(白沙集)
- 《북천일록》(北遷日錄)
- 《사례훈몽》(四禮訓蒙)

## 같이 보기
- 임진왜란
- 종계변무
- 이덕형
- 권율
- 권철
- 이종성
- 이광좌
- 이태좌
- 홍순언
- 이제현
- 포천 화산서원

## 참고 자료
- 이 문서에는 다음커뮤니케이션(현 카카오)에서 GFDL 또는 CC-SA 라이선스로 배포한 글로벌 세계대백과사전의 "양반관료의 재분열" 항목을 기초로 작성된 글이 포함되어 있습니다.